# Primorsko-goranska nogometna liga 1986./87.
Primorsko-goranska nogometna liga je bila liga petog stupnja nogometnog prvenstva Jugoslavije u sezoni 1986./87. 
 
Igrana je u dvije skupine: 
- Istok - ukupno 14 klubova, prvak "Borac" iz Bakra
- Sjever -

## Istok

### Ljestvica
| mj. | klub                    | ut.                    | pob                    | ner                    | por                    | gol+                   | gol-                   | bod                    | bod-                   |
| --- | ----------------------- | ---------------------- | ---------------------- | ---------------------- | ---------------------- | ---------------------- | ---------------------- | ---------------------- | ---------------------- |
| 1.  | Borac Bakar             | 24                     | 20                     | 1                      | 3                      | 82                     | 21                     | 41                     |                        |
| 2.  | Bunjevac Krivi Put      | 24                     | 18                     | 2                      | 4                      | 67                     | 24                     | 36                     |                        |
| 3.  | Bakarac                 | 24                     | 16                     | 2                      | 6                      | 75                     | 24                     | 34                     |                        |
| 4.  | Krk                     | 24                     | 16                     | 2                      | 6                      | 70                     | 31                     | 24                     |                        |
| 5.  | Goranin Delnice         | 24                     | 15                     | 4                      | 5                      | 63                     | 27                     | 34                     |                        |
| 6.  | Jadranovo               | 24                     | 11                     | 4                      | 9                      | 32                     | 29                     | 26                     |                        |
| 7.  | Turbina Tribalj         | 24                     | 11                     | 2                      | 11                     | 42                     | 38                     | 24                     |                        |
| 8.  | Partizan Gomirje        | 24                     | 9                      | 0                      | 15                     | 42                     | 76                     | 18                     |                        |
| 9.  | Mladost Zagorje         | 24                     | 8                      | 0                      | 16                     | 36                     | 65                     | 16                     |                        |
| 10. | Primorac Šmrika         | 24                     | 7                      | 5                      | 12                     | 29                     | 89                     | 15                     | -4                     |
| 11. | Budućnost Brod Moravice | 24                     | 6                      | 3                      | 15                     | 44                     | 72                     | 15                     |                        |
| 12. | Polet Skrad             | 24                     | 3                      | 1                      | 20                     | 19                     | 117                    | 7                      |                        |
| 13. | Viševica Bribir         | 24                     | 2                      | 0                      | 22                     | 28                     | 76                     | 4                      |                        |
|     | Crikvenica              | odustali od natjecanja | odustali od natjecanja | odustali od natjecanja | odustali od natjecanja | odustali od natjecanja | odustali od natjecanja | odustali od natjecanja | odustali od natjecanja |

### Rezultatska križaljka
| kratica | klub                    | BAK | BOR | BUD | BUNJ | GOR | JAD | KRK | MLA | PAR | POL | PRI | TUR | VIŠ | CRI |
| --- | ----------------------- | --- | --- | --- | ---- | --- | --- | --- | --- | --- | --- | --- | --- | --- | --- |
| BAK | Bakarac                 |     |     |     |      |     |     |     |     |     |     |     |     |     |     |
| BOR | Borac Bakar             |     |     |     |      |     |     |     |     |     |     |     |     |     |     |
| BUD | Budućnost Brod Moravice |     |     |     |      |     |     |     |     |     |     |     |     |     |     |
| BUNJ | Bunjevac Krivi Put      |     |     |     |      |     |     |     |     |     |     |     |     |     |     |
| GOR | Goranin Delnice         |     |     |     |      |     |     |     |     |     |     |     |     |     |     |
| JAD | Jadranovo               |     |     |     |      |     |     |     |     |     |     |     |     |     |     |
| KRK | Krk                     |     |     |     |      |     |     |     |     |     |     |     |     |     |     |
| MLA | Mladost Zagorje         |     |     |     |      |     |     |     |     |     |     |     |     |     |     |
| PAR | Partizan Gomirje        |     |     |     |      |     |     |     |     |     |     |     |     |     |     |
| POL | Polet Skrad             |     |     |     |      |     |     |     |     |     |     |     |     |     |     |
| PRI | Primorac Šmrika         |     |     |     |      |     |     |     |     |     |     |     |     |     |     |
| TUR | Turbina Tribalj         |     |     |     |      |     |     |     |     |     |     |     |     |     |     |
| VIŠ | Viševica Bribir         |     |     |     |      |     |     |     |     |     |     |     |     |     |     |
| CRI | Crikvenica              |     |     |     |      |     |     |     |     |     |     |     |     |     |     |
| |                         |     |     |     |      |     |     |     |     |     |     |     |     |     |     |
| podebljan rezultat - utakmice od 1. do 13. kola (1. utakmica između klubova) rezultat normalne debljine - utakmice od 14. do 26. kola (2. utakmica između klubova) rezultat nakošen - nije vidljiv redoslijed odigravanja međusobnih utakmica iz dostupnih izvora rezultat nakošen i smanjen * - iz dostupnih izvora nije uočljiv domaćin susreta prekrižen rezultat - poništena ili brisana utakmica p - utakmica prekinuta 3:0 p.f. / 0:3 p.f. - rezultat 3:0 bez borbe |                         |     |     |     |      |     |     |     |     |     |     |     |     |     |     |